# 1961 dans les chemins de fer
Chronologie des chemins de fer
1960 dans les chemins de fer - 1961 - 1962 dans les chemins de fer

## Évènements

### Juin
- 18 juin, France : catastrophe de Vitry-le-François.

### Novembre
- 6 novembre, Royaume-Uni : commencement de la démolition de la vieille gare d'Euston à Londres. L'Arc d'Euston, une icône de l'architecture victorienne, est détruit dans le même temps, malgré les protestations publiques pour le préserver.